# Ocrepeira jamora
Ocrepeira jamora là một loài nhện trong họ Araneidae.
Loài này thuộc chi Ocrepeira. Ocrepeira jamora được Herbert Walter Levi miêu tả năm 1993.